# Стефан Попов (архитект)
Вижте пояснителната страница за други личности с името Стефан Попов.
Стефан Стефанов Попов е български архитект, професор в Европейския политехнически университет.

## Биография
Професор Попов е роден е на 5 юли 1936 година. Създател и ръководител на специалност „Архитектура“ в Европейския политехнически университет. Ръководител е на учебните програми на Международната академия по архитектура. Бил е гостуващ преподавател в Истанбул, в Хюстън, Блексбърг, Вирджиния, Ню Йорк, Берлин и др. Печелил е множество международни и национални архитектурни конкурси. Носител е на отличие от Американския институт по архитектура. Лауреат е на национални и международни награди. Професор Попов има научни интереси в областта на методите за архитектурно проектиране и обучение и прилага иновативна методика при обучението на студентите. В своята биография има над 250 реализирани проекта и над 90 научни публикации и доклади. Проф. д-р арх. Стефан Попов е първият удостоен с почетно звание „Доктор хонорис кауза на Европейския политехнически университет“.